# Daniel Lienau
Daniel Lienau (* 11. November 1739 in Uetersen; † 5. Juni 1816 in Hamburg) war ein Hamburger Senator und Bürgermeister.

## Leben

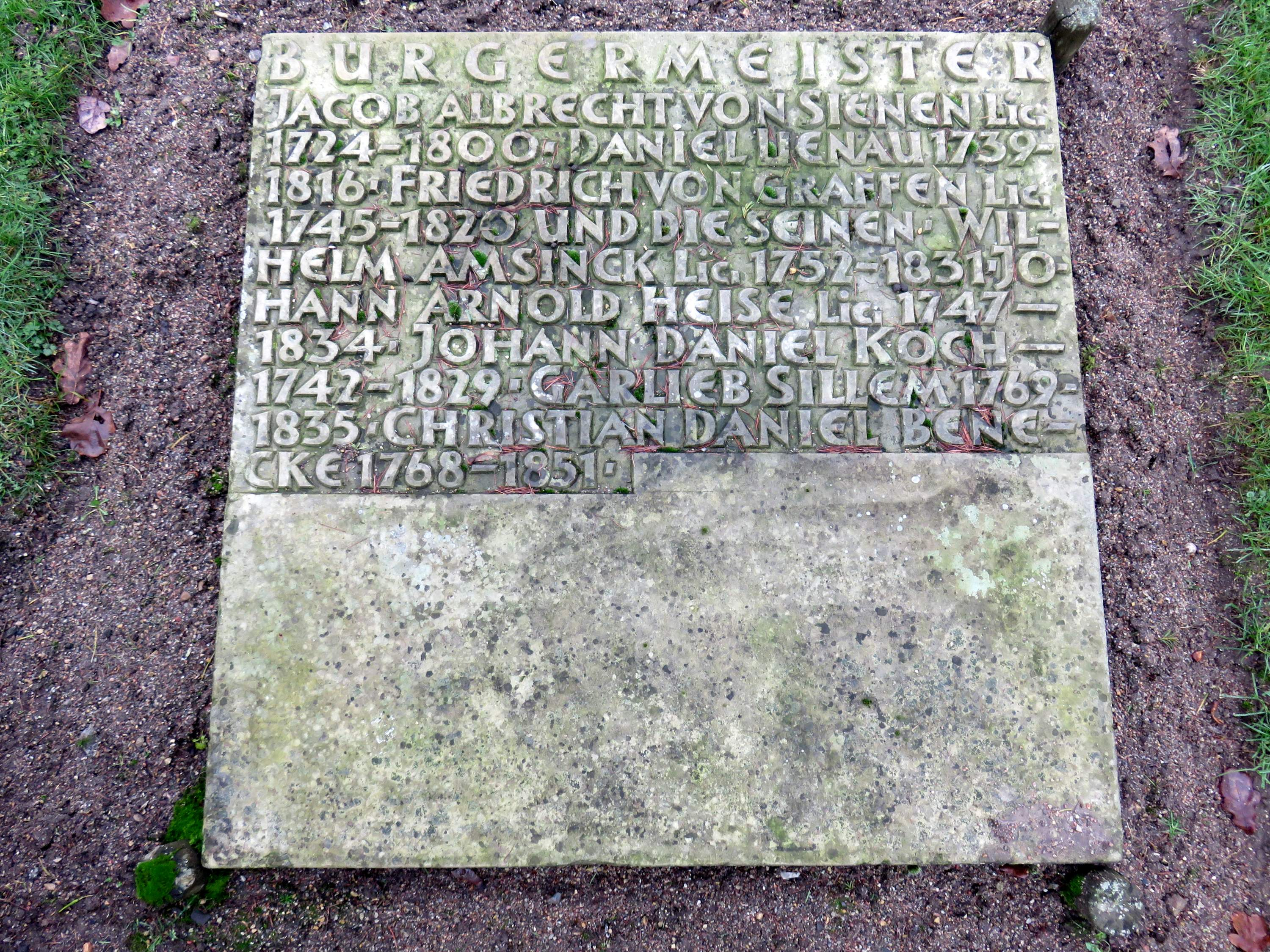
Grabmaltafel Althamburgischer Gedächtnisfriedhof Ohlsdorf

Daniel Lienau war einer von sechs Brüdern, die sich teils im Hannoverischen, Hamburgerischen und Holsteinischen niedergelassen hatten. Am 20. November 1770 heiratete er Catharina, Tochter des Senators Johann Joachim Boetefeur und hatte elf Kinder, darunter drei Zwillingspaare. Am 9. Februar 1781 wurde Daniel Lienau zum Senator ernannt. Bis 1788 war er der älteste Gerichtsherr der Stadt Hamburg und erhielt vom amtierenden Scharfrichter  bei seinem  Austritt den Scharfrichterpfennig überreicht. Im Jahr 1788 wurde Lienau Amtmann in Ritzebüttel. Von 20. April 1798 bis 13. Februar 1811 und von 18. März 1813 bis zu seinem Tod (5. Juni 1816) war er Bürgermeister der Freien und Hansestadt Hamburg. Sein Nachfolger wurde Peter Hinrich Widow (29. August 1800 – 16. Oktober 1802).
Er war Freimaurer in Hamburg, zunächst bei der Loge Absalom zu den drei Nesseln und danach bei der Loge Ferdinande Caroline zu den drei Sternen.

## Ehrung
Im Bereich des Althamburgischen Gedächtnisfriedhofs des Ohlsdorfer Friedhofs wird auf dem (II.) Sammelgrabmal Bürgermeister unter anderen an Daniel Lienau erinnert.